# Họ Bọ vòi voi
Họ Bọ vòi voi (danh pháp khoa học: Curculionidae) là một họ bọ cánh cứng hay động vật có vòi thực sự. Họ này được thành lập năm 1998 là một họ động vật lớn nhất với hơn 40.000 loài đã được miêu tả lúc đó. Hiện tại nó vẫn là một họ lớn nhất.

## Phân loại
Theo phân loại của Alonso-Zarazaga & Lyal (1999), 2002)
- Họ Curculionidae (17)
  - Phân họ Bagoinae (6)
  - Phân họ Baridinae (9)
  - Phân họ Brachyceropsinae (1)
  - Phân họ Ceutorhynchinae (9)
  - Phân họ Conoderinae (15)
  - Phân họ Cossoninae (18)
  - Phân họ Cryptorhynchinae (7)
  - Phân họ Curculioninae (28)
  - Phân họ Cyclominae (9)
  - Phân họ Entiminae (55)
  - Phân họ Hyperinae (2)
  - Phân họ Lixinae (3)
  - Phân họ Magdalininae (5)
  - Phân họ Molytinae (35)
  - Phân họ Orobitidinae (1)
  - Phân họ Scolytinae (27)
  - Phân họ Xiphaspidinae (1)

Phân loại của Oberprieler et al. (2007)
- Họ Curculionidae (10)
  - Phân họ Baridinae
  - Phân họ Brachycerinae (7)
  - Phân họ Cossoninae
  - Phân họ Curculioninae
  - Phân họ Cyclominae (7)
  - Phân họ Dryophthorinae
  - Phân họ Entiminae
  - Phân họ Molytinae (10)
  - Phân họ Platypodinae
  - Phân họ Scolytinae

## Hình ảnh

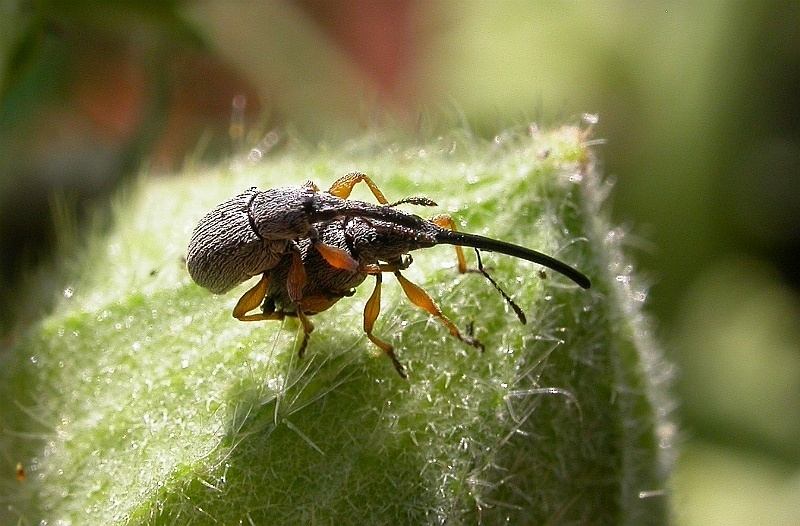
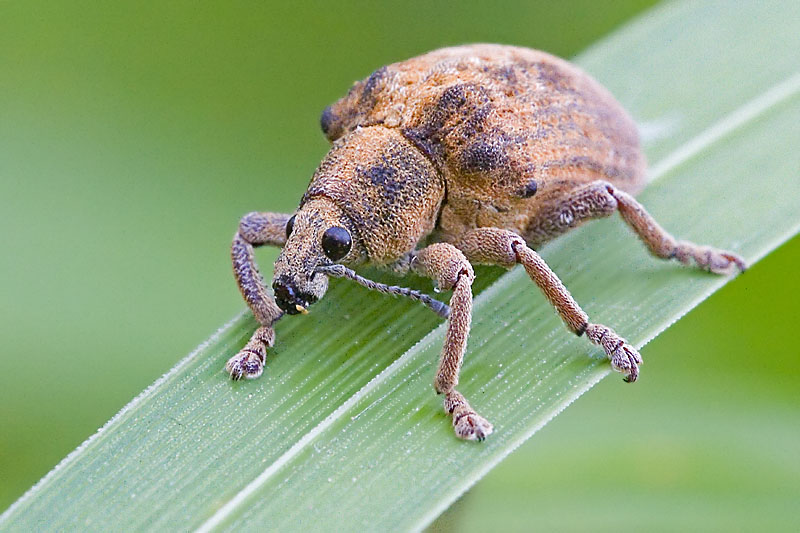
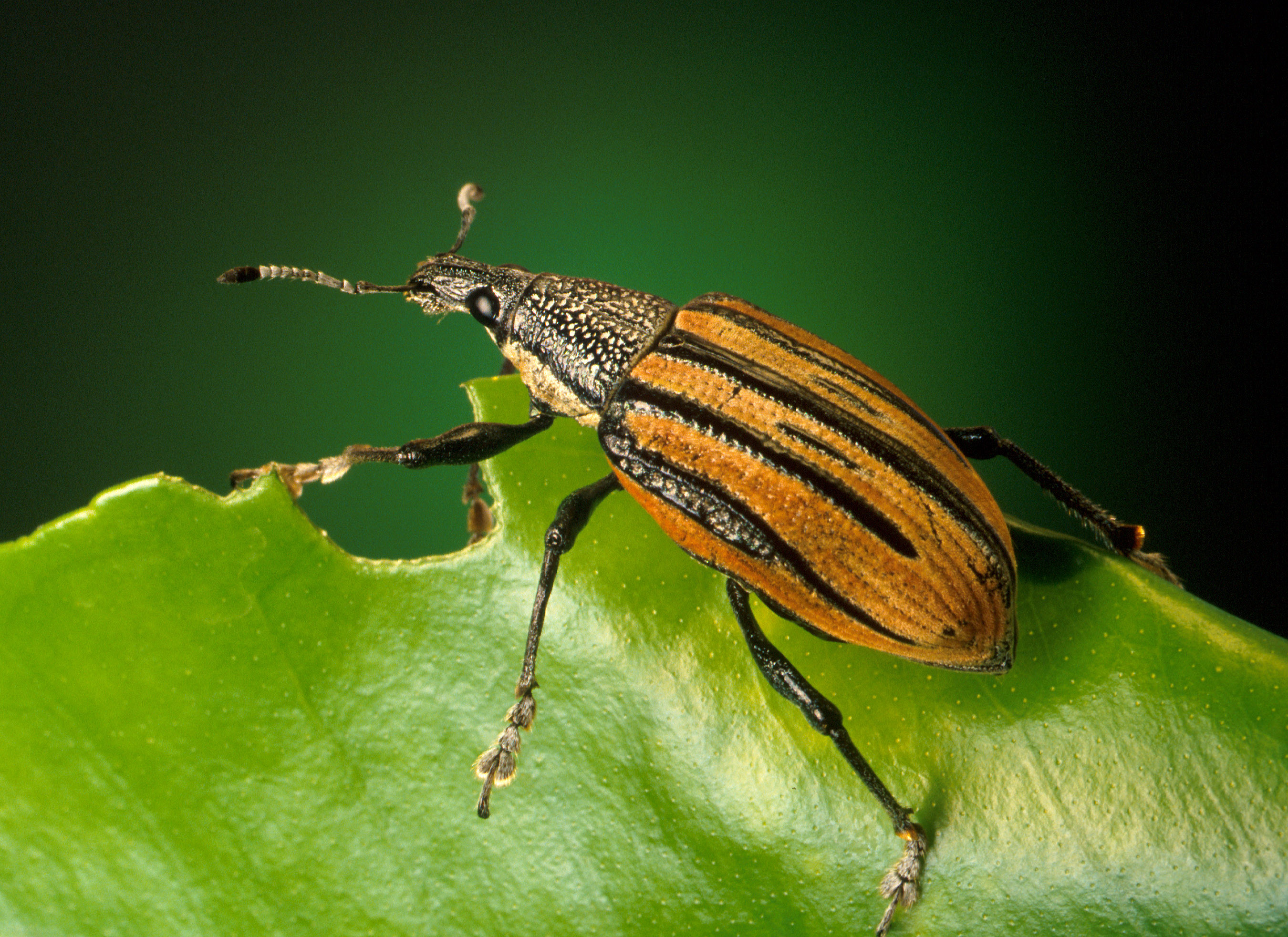
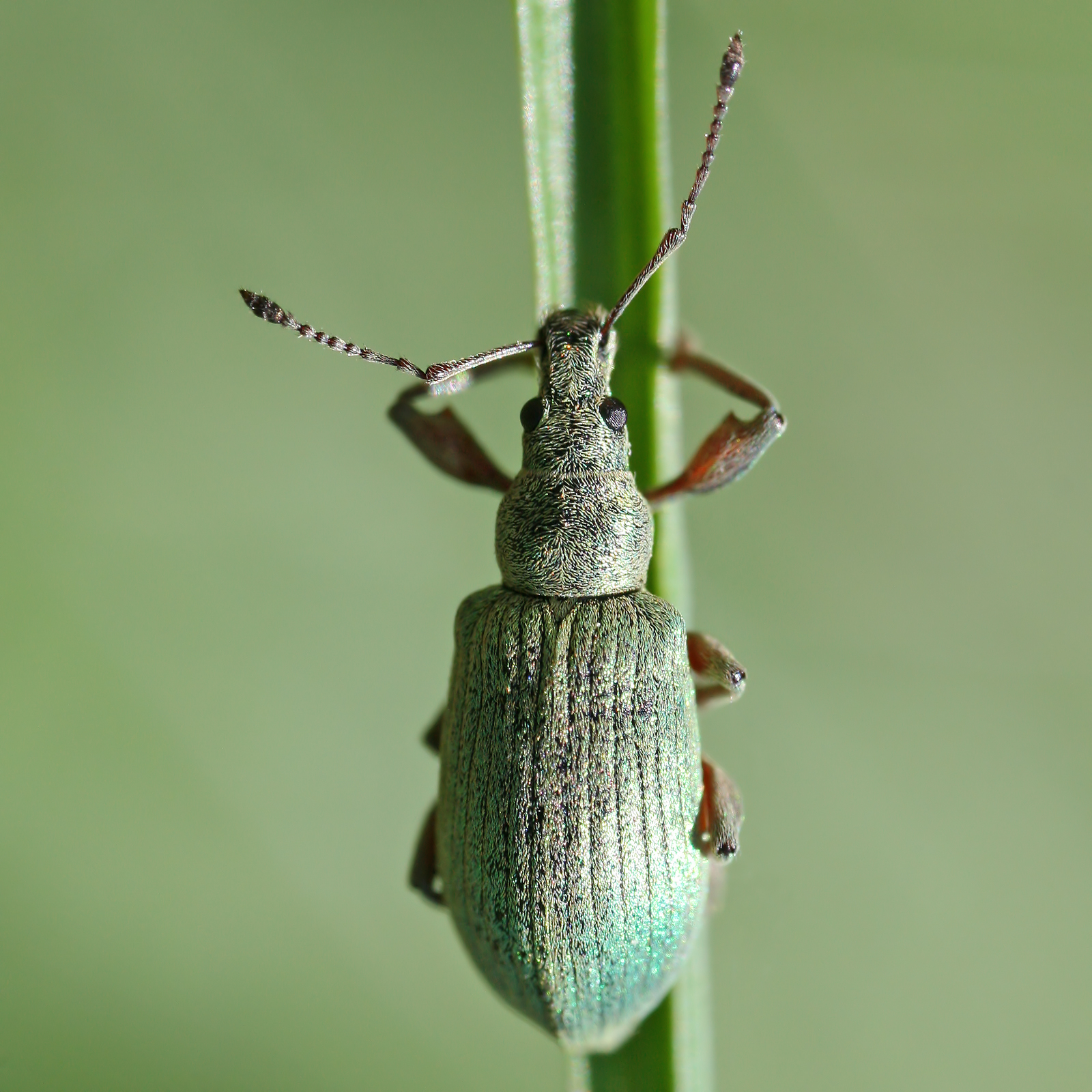
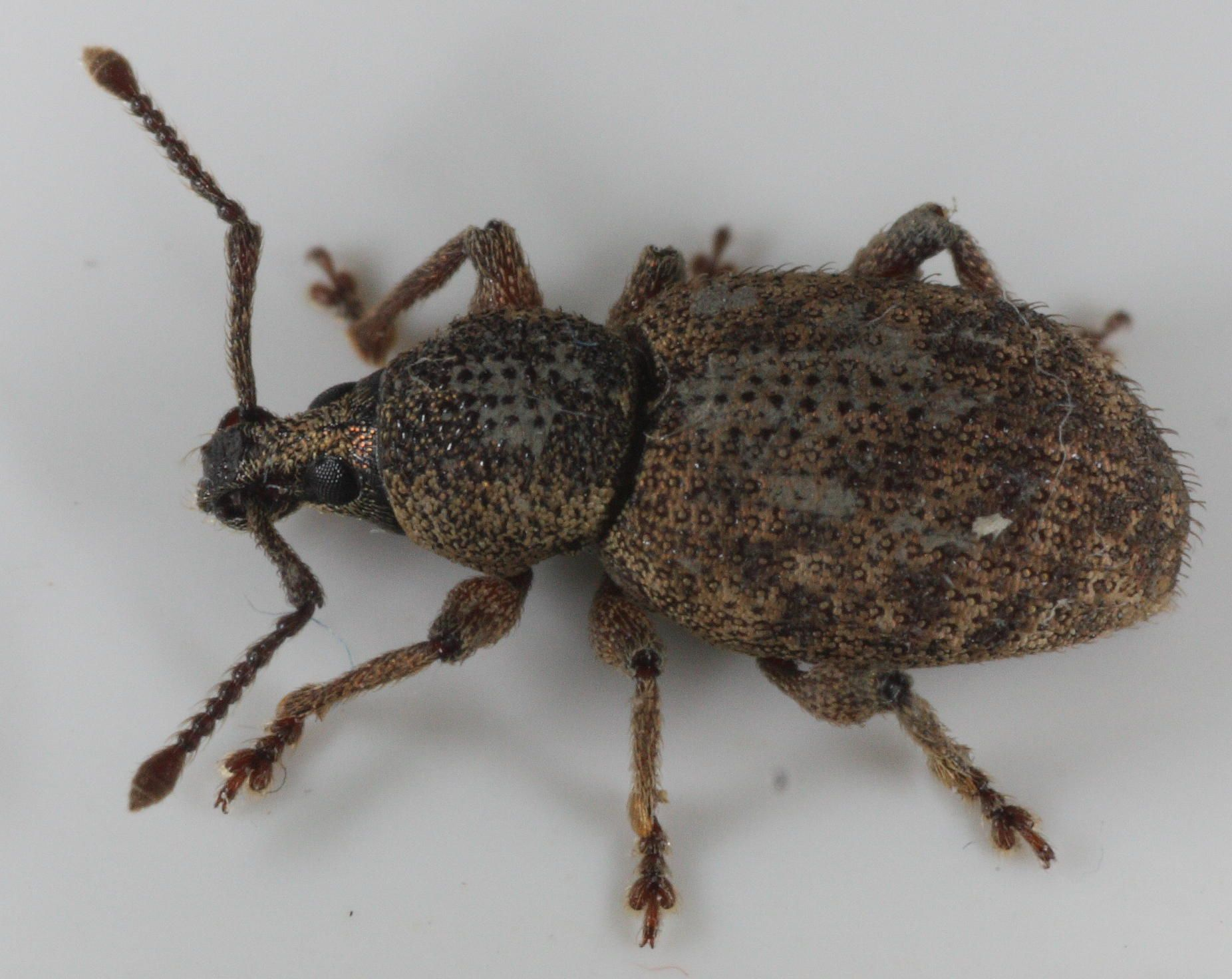
Otiorhynchus scaber